# Maisdon-sur-Sèvre
Maisdon-sur-Sèvre è un comune francese di 2 599 abitanti situato nel dipartimento della Loira Atlantica nella regione dei Paesi della Loira.

## Società

### Evoluzione demografica
Abitanti censiti